# Борисовка (Климовичский район)
Бори́совка (бел. Барысаўка) — деревня в Климовичском районе Могилёвской области Белоруссии. Входит в состав Домамеричского сельсовета.

## География
Деревня расположена в 10 км к северу от города и станции Климовичи, в 18 км к юго-востоку от Кричева и в 10 км от белорусско-российской границы. На левом берегу реки Сосновка.

## История
Наиболее раннее упоминание о деревне Борисовка находится на картах Смоленского, Полоцкого, Могилевского и других наместничеств 1787 года. (4) Документы Национального архива Республики Беларусь указывают, что по состоянию на 26 февраля 1858 года, наряду с Полошково, Гусаркой и имением Дамамеричи, деревня Борисовка принадлежала помещику Льву Ивановичу Собанскому.
После отмены крепостного права в 1861 году крестьяне выкупили в собственность прилегающую землю и лес у помещиков, взяв кредит у царского правительства под 5,5 % на 50 лет.
Дело И. П. Парчевского и Подобеда П. С. (Петра Степанова) Могилёвской губернии Климовичского уезда на селение Борисовку начато: 21 сентября 1866 года
```
кончено: 14 октября 1869 года на 35 листах.
```

Журнал Могилёвского губернского по крестьянским делам присутствия. Состоявшегося единогласно сентября 6 дня 1866 года.
Слушали: Отношение Предводителя Климовицкого мирового Съезда от 4 июня 1866 года за № 3318, при котором представлено выкупное производство по имению помещиков Иосифа Павлова Парчевского и Петра Подобеда.
```
Состоящему Тимоновской волости Борисовского сельского общества из селения Борисовка.
```

```
Из производства этого видно, что выкупные акты объявлены сторонами и помещиками подписаны.
```

```
Имение находится в 5-й местности. По поверки уставных грамот выкупают землю, крестьяне помещика Парчевского 21 и Подобеда 9 крестьян.
```

```
Выкупу подлежат земли помещиков Парчевского 94 десятины 1200 саженей и Подобеда 9 десятин, что составляет на душу 4 десятины 1200 саженей. Сверх сего в собственность крестьян поступает безвезмездно неудобной Парчевского 12 десятин 134 сажени и Подобеда 1 десятина 136 саженей.
```

```
Вся означенная земля отмежевана по добровольному соглашению обеих сторон, границы коей обозначены на прилагающихся к акту плане.(2)
```

Во время Великой Отечественной войны деревня находилась под немецкой оккупацией с начала августа 1941 по конец сентября 1943 года. Приблизительно 2 года и 2 месяца. Жители принимали активное участие в приближении дня Великой Победы. Более 20 человек были представлены к различным государственным наградам.(3)

## Население
По переписи от 26 февраля 1858 года население составляло 51 человек в 8 домохозяйствах.
Согласно Всесоюзной переписи населения за 1926 год численность населения составляла 237 человек в 44 домохозяйствах. Ещё 13 человек числилось в артели «Братский уголок».
По данным на 1 января 2020 года население составило 39 человек в 19 домохозяйствах